# George Harpur Crewe
George Harpur Crewe, 8è baronet (1 de febrer de 1795 - 1 de gener de 1844) fou un polític anglès del Partit Tory que representava el districte electoral de South Derbyshire.

## Biografia

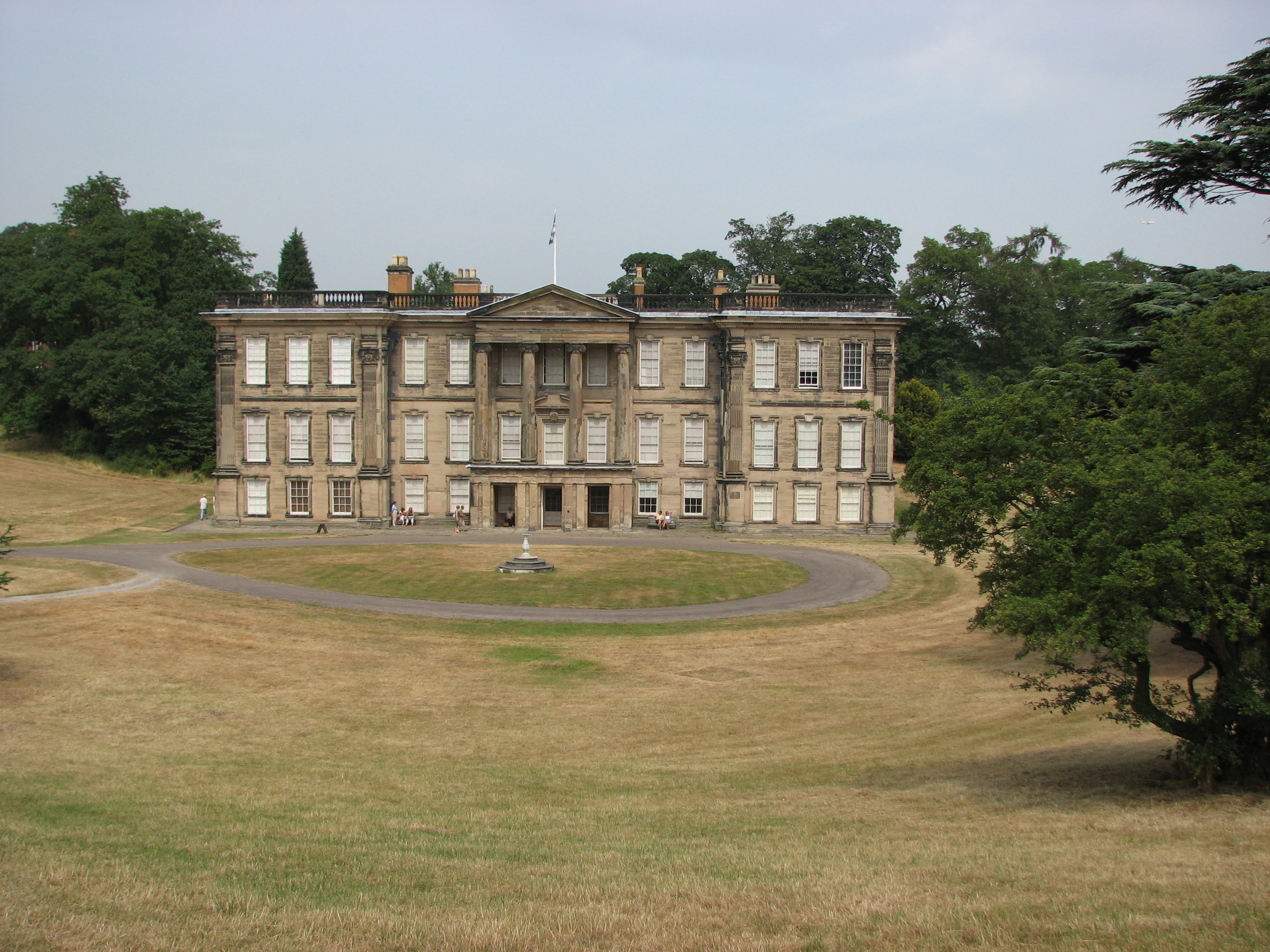
Façana principal de Calke Abbey

Harpur Crewe va ser el fill més gran que sobrevisqué de Sir Henry Harpur, 7è baronet, i la seva muller Ann Hawkins, filla d'Isaac Hawkins. El seu pare va prendre el nom i les armes de Crewe pel decret reial de 1808. Harpur Crewe va ser educat a la Rugby School. Va succeir el seu pare, que va morir després de caure d'un autobús, el 7 de febrer de 1818 a l'edat de 24 anys, heretant la Baronia, Calke Abbey, el tron familiar i extenses propietats a Derbyshire, Staffordshire i Leicestershire.
Harpur Crewe va ser cridat al servei militar com a High Sheriff de Derbyshire el 1821, i una de les seves primeres actuacions va ser eliminar l'Assize Ball que publicà una carta "mostrant com de cruel i sense cor semblava que hauria de ser trobada qualsevol persona en mundana alegria i diversió en una ocasió tan solemne quan tantes pobres criatures estaven tremolant en les vigílies del seu judici o potser fins i tot per les seves vides". Després de diversos anys cercant propietats, va ser persuadit a presentar-se com a diputat per South Derbyshire el 1835. La seva salut va ser sempre molt feble i es va jubilar el 1841. Va morir a la seva casa de Calke Abbey el 1844.
Harpur Crewe era un filantròpic considerable amb forts principis cristians, i era considerat "massa conscienciat per ser un diputat". La família Harpur Crewe eren grans col·leccionistes; Sir George col·leccionava quadres, ocells diesscats i animals. Harper Crewe va esdevenir president del Derby Town and County Museum and Natural History Society el 1836. Aquesta organització va esdevenir més tard el Derby Museum and Art Gallery.
Harpur Crewe es va casar el 1819 amb Jane Whitaker, filla del Reverend Thomas Whitaker, Vicari de Mendham, Norfolk. Van tenir sis fills i ell va ser succeït pel seu fill John Harpur-Crewe.